# Sani ol molk
Abû'l-Hasan Khan Ghaffari Kashani (1814-1866) (persan : ابوالحسن غفاری), aussi connu comme Sani ol Molk (persan : صنیع‌الملک) était un peintre iranien, également peintre miniaturiste, peintre laqueur et illustrateur de livres,.

## Sa vie et son œuvre
En 1829, il est élève de Mihr Ali, peintre principal à la cour de Fath-Ali Shah Qajar. Son portrait de Mohammad Shah Qajar en 1842 lui assure une position privilégiée  à la cour. Entre 1846 et 1850, il séjourne en Italie et étudie les œuvres de maîtres italiens. Lors de son retour en Perse, il est nommé naqqāšbāšī (chef peintre de la cour) et il s'implique dans le fonctionnement de la  nouvelle Dar-ol Fonoun, le premier établissement d'enseignement supérieur en Iran. En 1853, il supervise une équipe de 34 peintres dans la création de 1134 pages illustrées de miniatures pour une édition persane des Mille et Une Nuits, aujourd'hui à la bibliothèque du Palais du Golestan. Dans ses dernières années, il assure des responsabilités administratives, en particulier en supervisant l'édition de publications gouvernementales périodiques. En 1861, il reçoit le titre de Sani ol Molk, par lequel il est généralement connu.
Il est l'oncle de Mohammad Ghaffari (Kamal ol molk), peintre de la cour sous le règne de Nasser ad-Din Shah.

## Galerie d'images

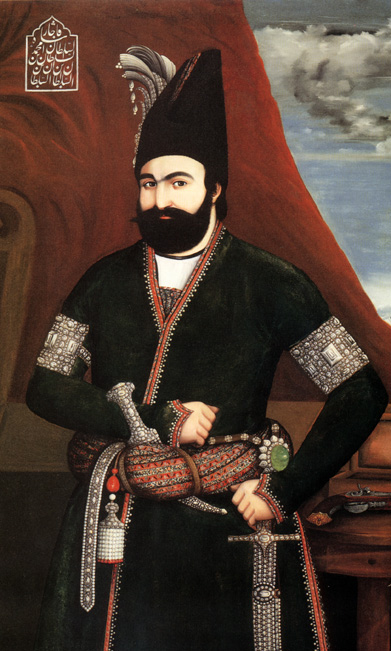
Portrait de Mohammad Shah Qajar, 1841.
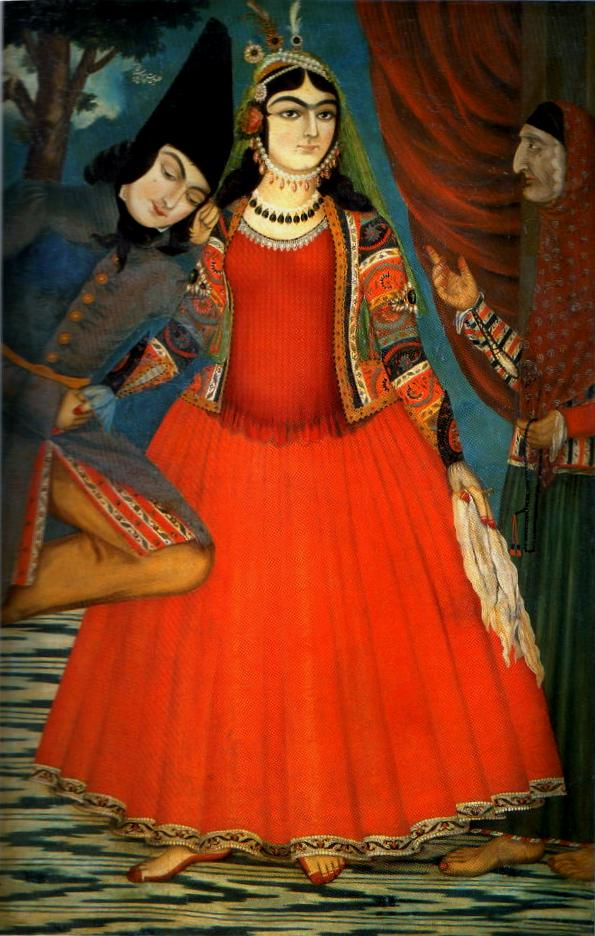
Couple d'amoureux et un coiffeur, 1843, huile sur toile, Palais du Golestân.
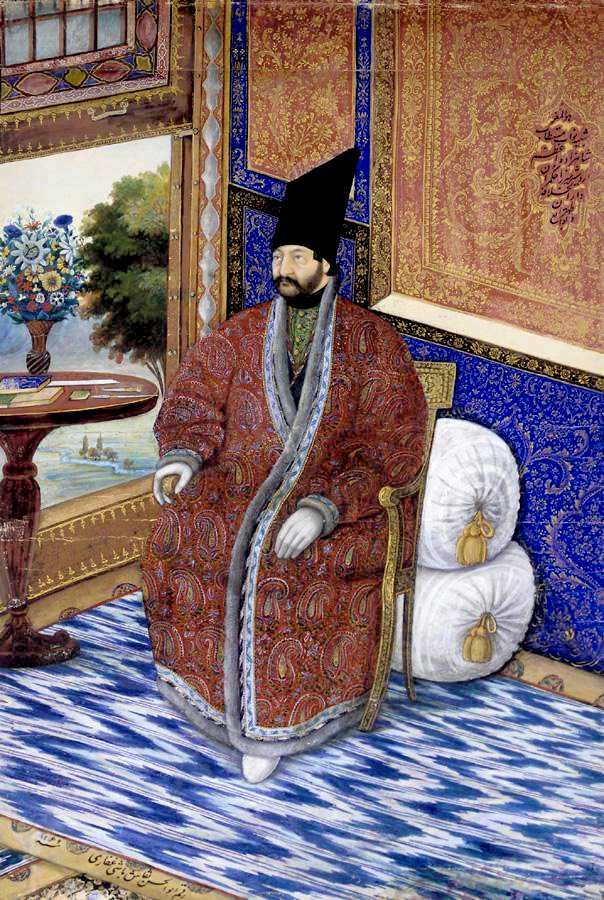
Portrait de Ardashir Mirza, 1853.
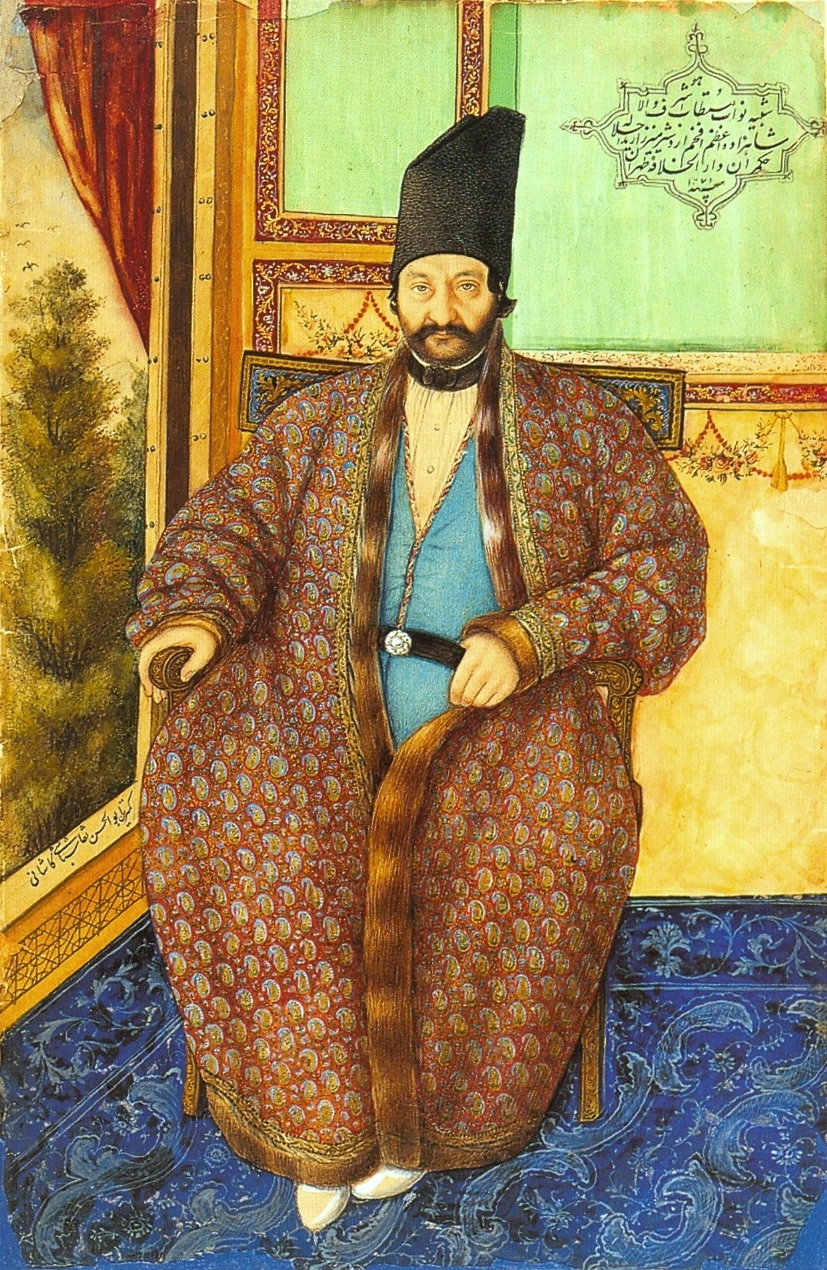
Portrait de Ardashir Mirza, 1854, gouache sur papier.
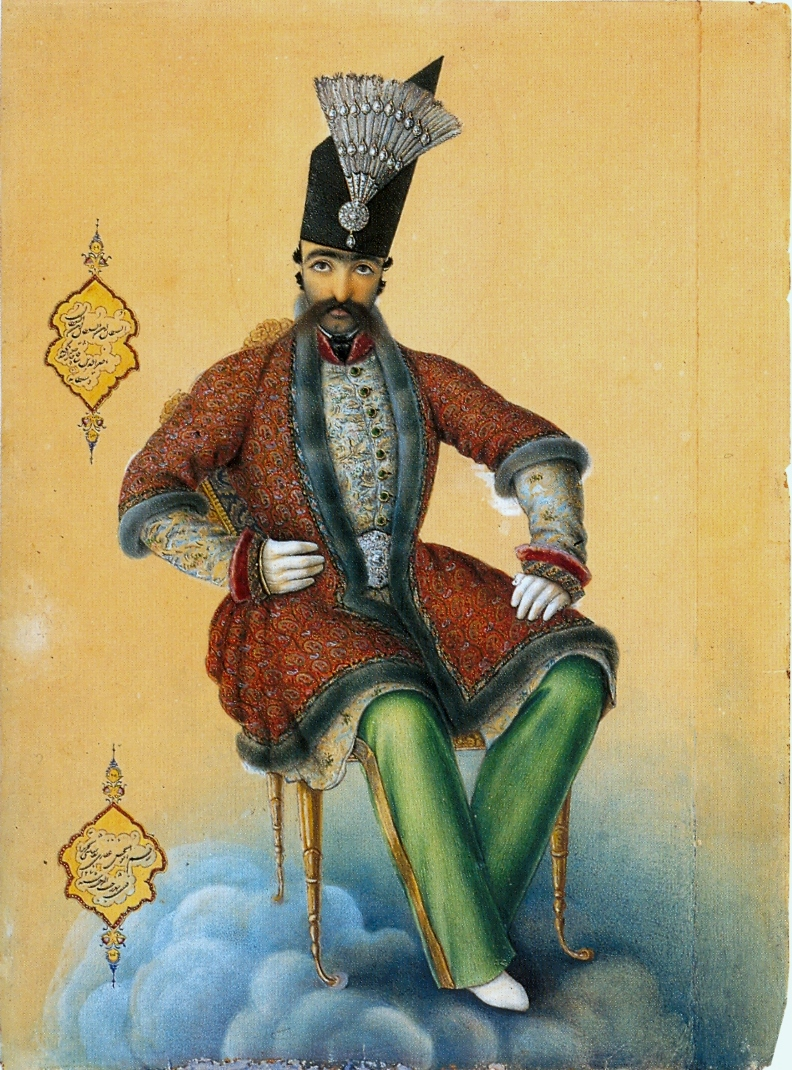
Portrait de Naser al-Din Shah Qajar, 1854, miniature, musée du Louvre.
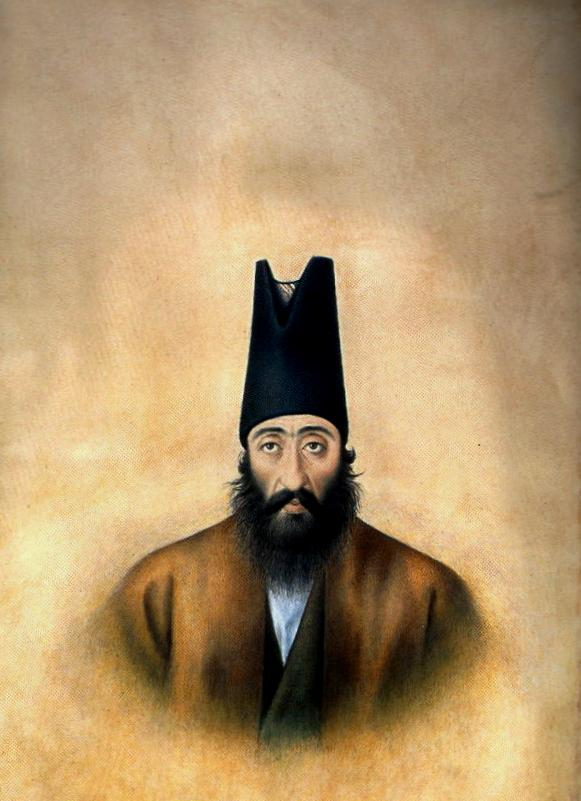
Portrait de Mostofi ol Mamalek, vers 1860, miniature, Malik National Museum of Iran
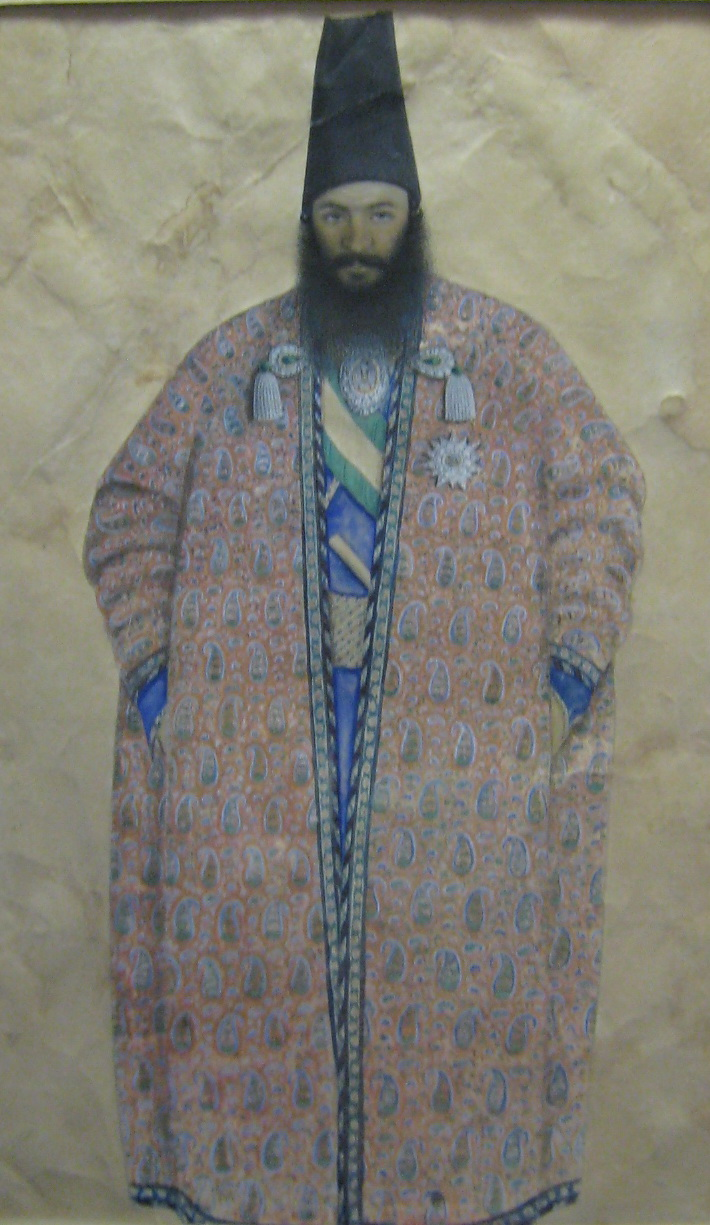
Portrait d'un Qajar
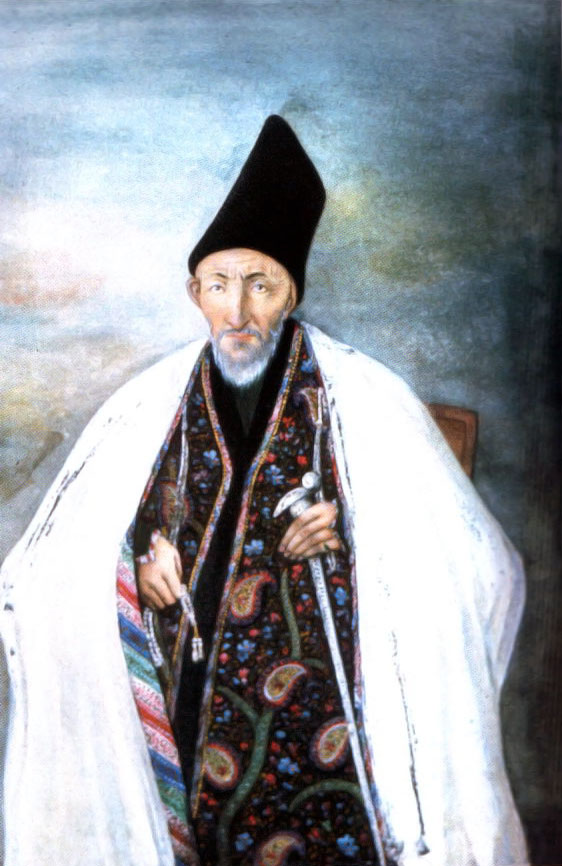
Portrait de Haji Mirza Aghasi
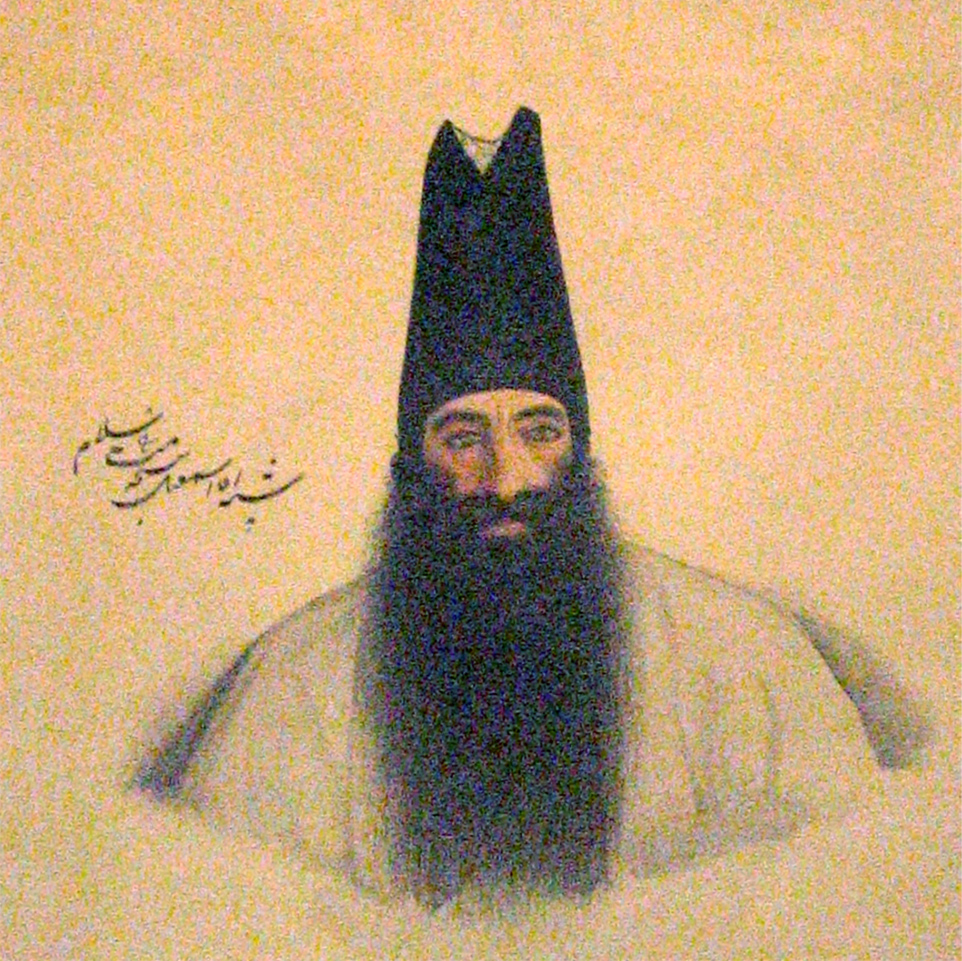
Portrait de Aqa Ismail

### Illustrations des Mille et une nuits
Illustrations d'une version persane des Mille et une nuits, créés par  Sani ol Molk et d'autres artistes placés sous sa supervision,  1853, bibliothèque du Palais de Golestan.

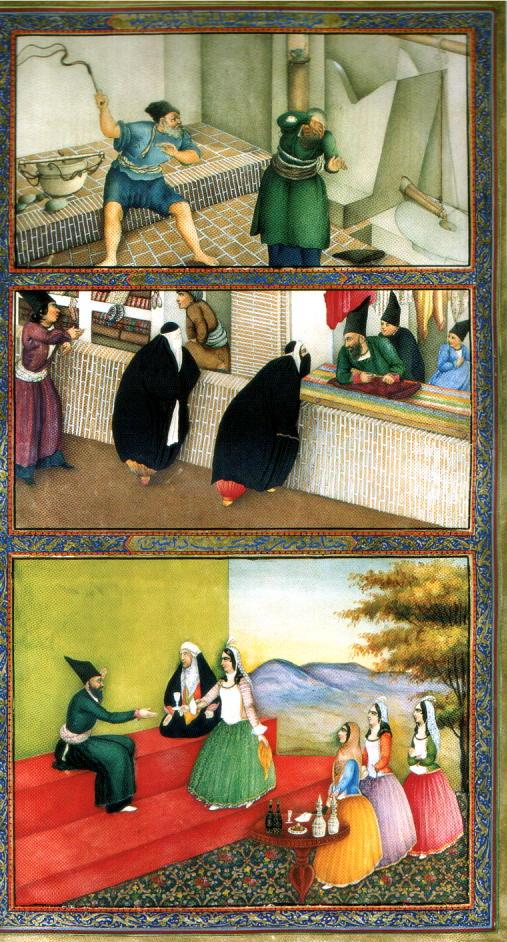
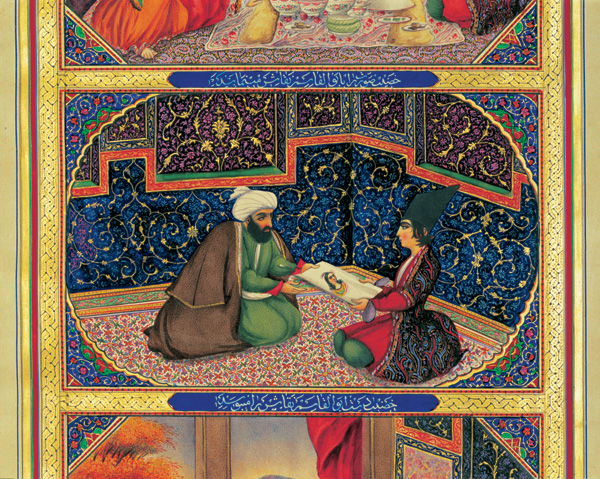
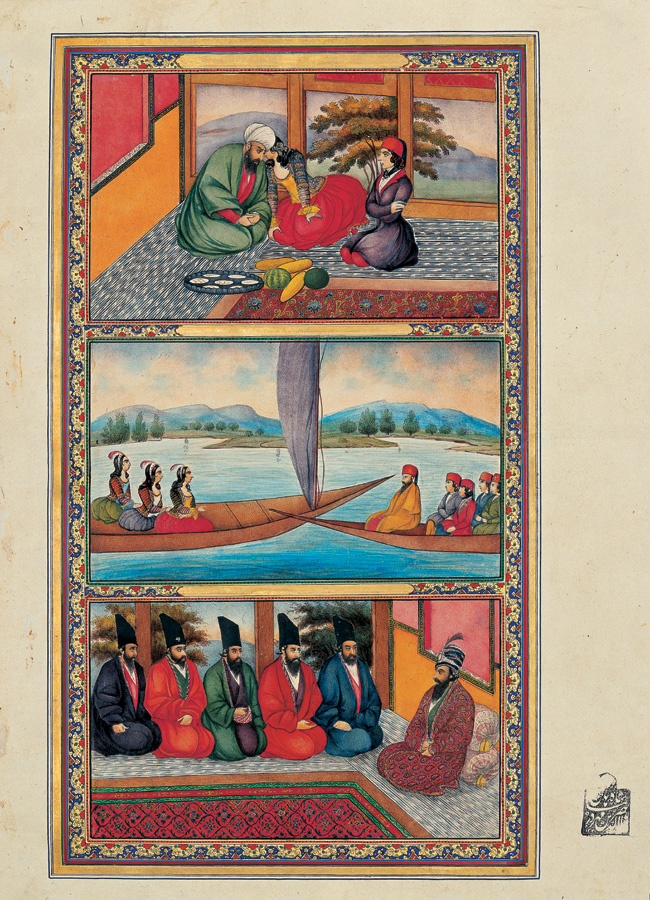
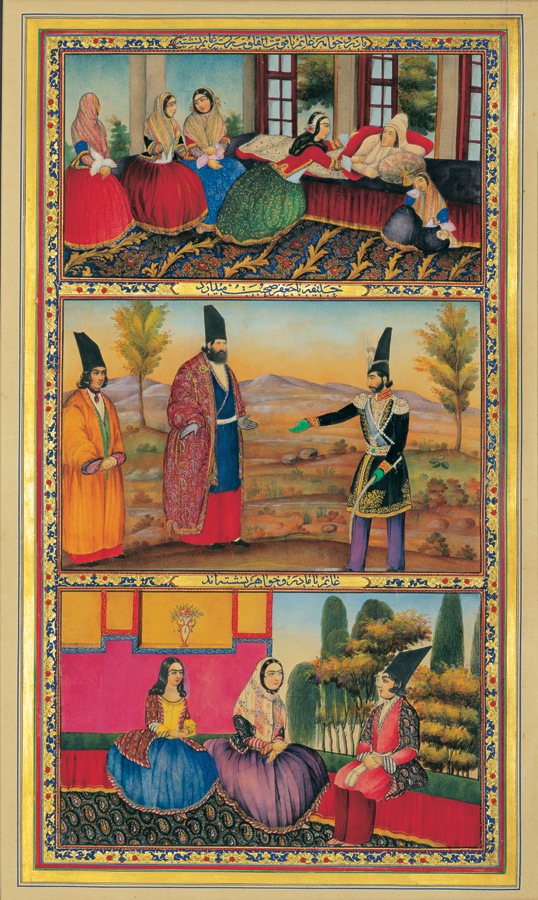
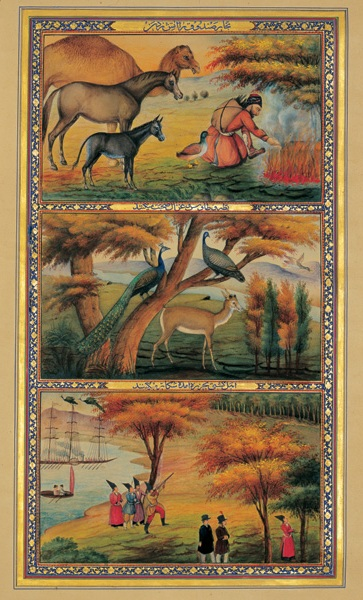
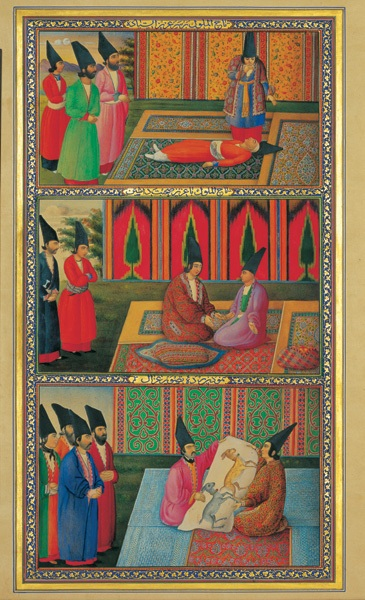
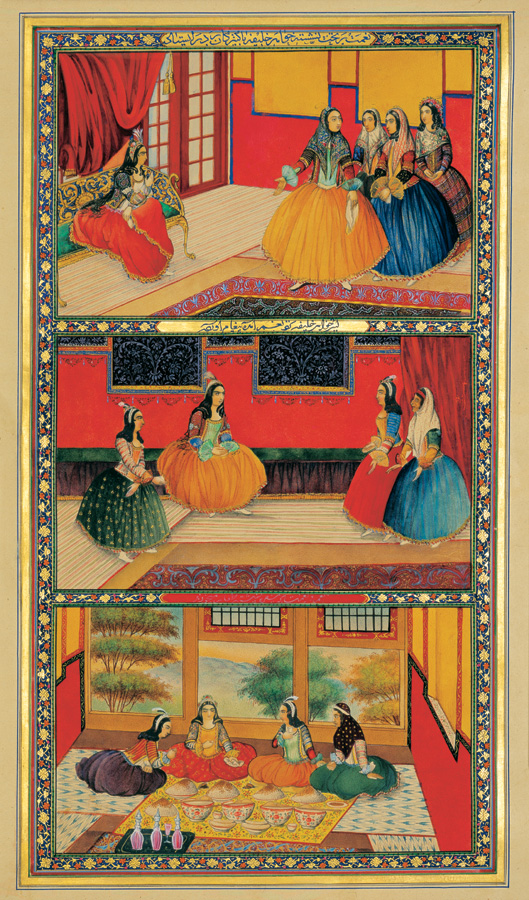
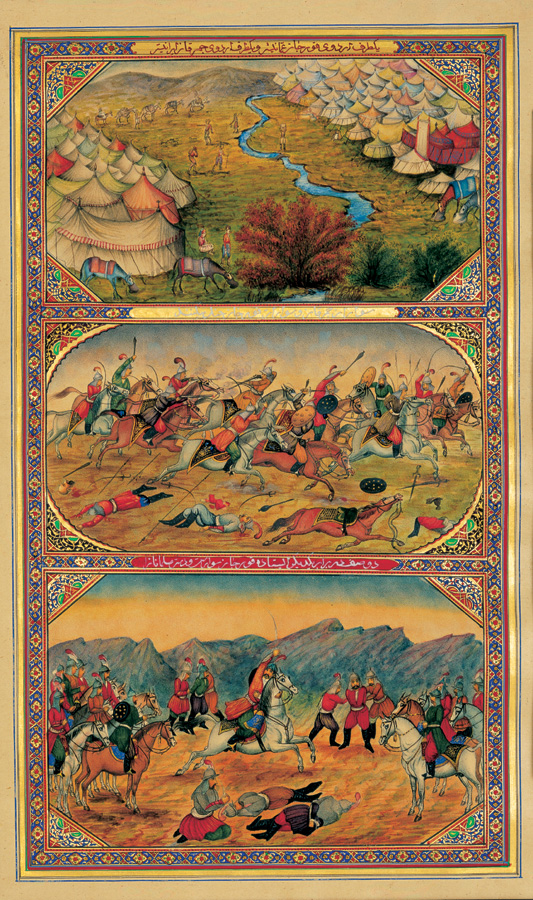
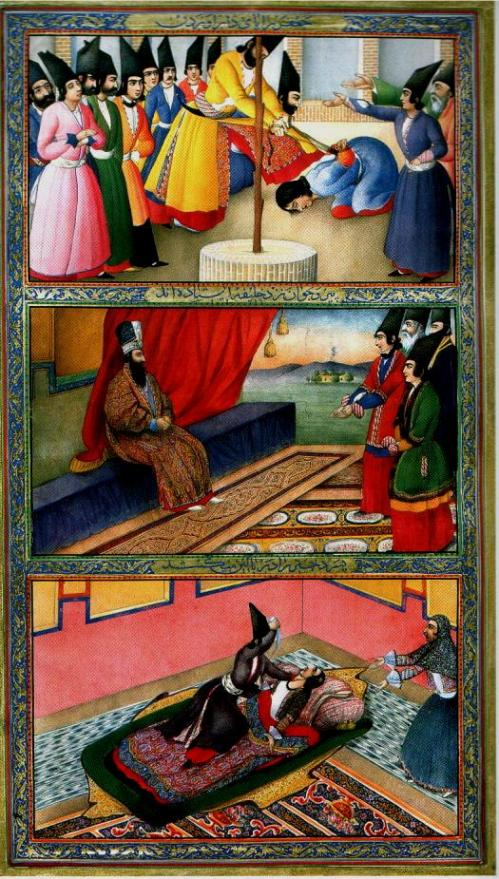
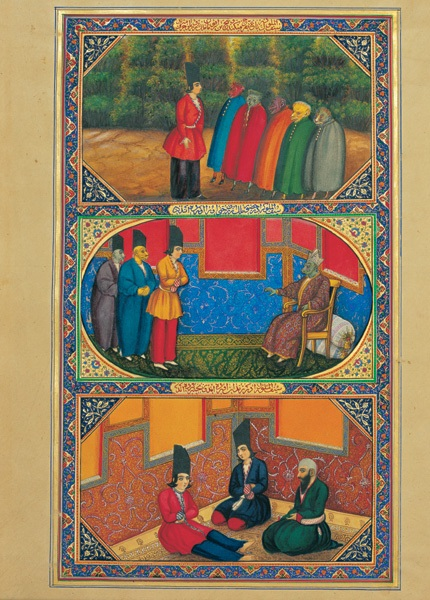